# Loma de Cuapinole
Loma de Cuapinole är en ort i Mexiko.   Den ligger i kommunen Iliatenco och delstaten Guerrero, i den sydöstra delen av landet, 270 km söder om huvudstaden Mexico City. Loma de Cuapinole ligger 1 231 meter över havet och antalet invånare är 283.
Terrängen runt Loma de Cuapinole är kuperad åt sydost, men åt nordväst är den bergig. Runt Loma de Cuapinole är det ganska glesbefolkat, med 45 invånare per kvadratkilometer. Närmaste större samhälle är Iliatenco, 2,6 km norr om Loma de Cuapinole. I omgivningarna runt Loma de Cuapinole växer huvudsakligen savannskog.